# Gelenkbogenausbau
Der Gelenkbogenausbau ist ein mehrteiliger gelenkiger Streckenausbau, der im Bergbau Untertage in Strecken eingebaut wird, die hohem Gebirgsdruck ausgesetzt sind.

## Aufbau
Der Gelenkbogenausbau wird auch als zweiteiliger Gelenkbogenausbau bezeichnet, er besteht aus dem Oberbau und dem Unterbau. Den Oberbau bilden zwei Stahlbögen, die über ein Schalengelenk miteinander verbunden werden. An den unteren Enden der beiden Ausbausegmente befindet sich ebenfalls eine Gelenkschale. Diese Gelenkschalen sind starr mit dem Ausbausegment verbunden. Wenn die Gelenke nicht unmittelbar an das stehende Gebirge gelegt werden können, muss durch Hinterfüllung ein sattes Anliegen erreicht werden. Der Unterbau wird auf unterschiedliche Weise erstellt. Eine Bauweise des Unterbaus ist die Verwendung von zwei angeschärften und eingebühnten Bock- oder Unterstempeln. An jedem Stempel ist oben auf dem Stempelkopf eine Quetschkappe befestigt. Auf diese wird ein Rundholz als sogenannter Läufer beweglich aufgelegt. Auf die Rundung der Läufers wird jeweils die Gelenkschale des Ausbausegments gesetzt. Eine weitere Art des Unterbaus ist die Verwendung von Holz- oder Bergekästen. Auf den Kästen befindet sich ebenfalls ein Läufer als Lager für die Ausbausegmente. Anstelle der Holzstempel oder Holzkästen werden auch Stahlstempel verwendet, die über ein stählernes Stoßgelenk mit dem Ausbausegment verbunden sind. Anstelle der unteren Gelenke können auch Senkstützen den Unterbau bilden. Gelenkbogenausbau mit Stempeln als Unterbau nennt der Bergmann Fünf-Gelenkausbau, Gelenkbogenausbau mit Kästen als Unterbau nennt er Drei-Gelenkausbau.

## Wirkungsweise und Verwendung
Bedingt durch die Gelenke zwischen den Segmenten ist der Gelenkbogenausbau in seiner Querschnittsform veränderlich. Der Ausbau ist besonders für Strecken mit Gebirgsdrücken im oberen Einfallensbereich geeignet. Gelenkbogenausbau mit Holz- oder Bergekästen als Unterbau wird hauptsächlich in der flachen Lagerung eingesetzt. Damit der Ausbau einwandfrei funktioniert, muss der Bergmann den Ausbau entsprechend der Einbauvorschriften zusammenbauen und setzen.